# Brokinds lövskogar
Brokinds lövskogar este o arie protejată (arie specială de conservare — SAC, sit de importanță comunitară — SCI) din Suedia întinsă pe o suprafață de 34,7 ha, integral pe uscat.

## Localizare
Centrul sitului Brokinds lövskogar este situat la coordonatele 58°11′20″N 15°40′16″E / 58.1888°N 15.671°E.

## Înființare
Situl Brokinds lövskogar a fost declarat sit de importanță comunitară în ianuarie 1997 pentru a proteja un număr necunoscut de specii din flora spontană și fauna sălbatică aflate în arealul zonei. Situl a fost protejat și ca arie specială de conservare în martie 2011.

## Biodiversitate
Situată în ecoregiunea boreală, aria protejată conține 1 habitat natural: Pășuni din zone de pădure fino-scandinave.
La baza desemnării sitului se află un număr nedeclarat de specii protejate.